# Eutelia leucographa
Eutelia leucographa är en fjärilsart som beskrevs av George Francis Hampson 1905. Eutelia leucographa ingår i släktet Eutelia och familjen nattflyn. Inga underarter finns listade i Catalogue of Life.